# Batalha de Uauá
A Batalha de Uauá (21 de novembro de 1896) foi o primeiro combate entre as forças de Antônio Conselheiro e os homens do exército, sendo este exclusivamente composto por homens do batalhão da Bahia.
Em 7 de novembro de 1896, a tropa do exército chega a Juazeiro com o propósito de defender a cidade de suposta invasão por adeptos de Antônio Conselheiro que, entretanto, pretendiam apenas retirar a compra do material de construção — já pago, porém não entregue por falta de transporte — que seria utilizado para terminar a construção da igreja de Belo Monte. 

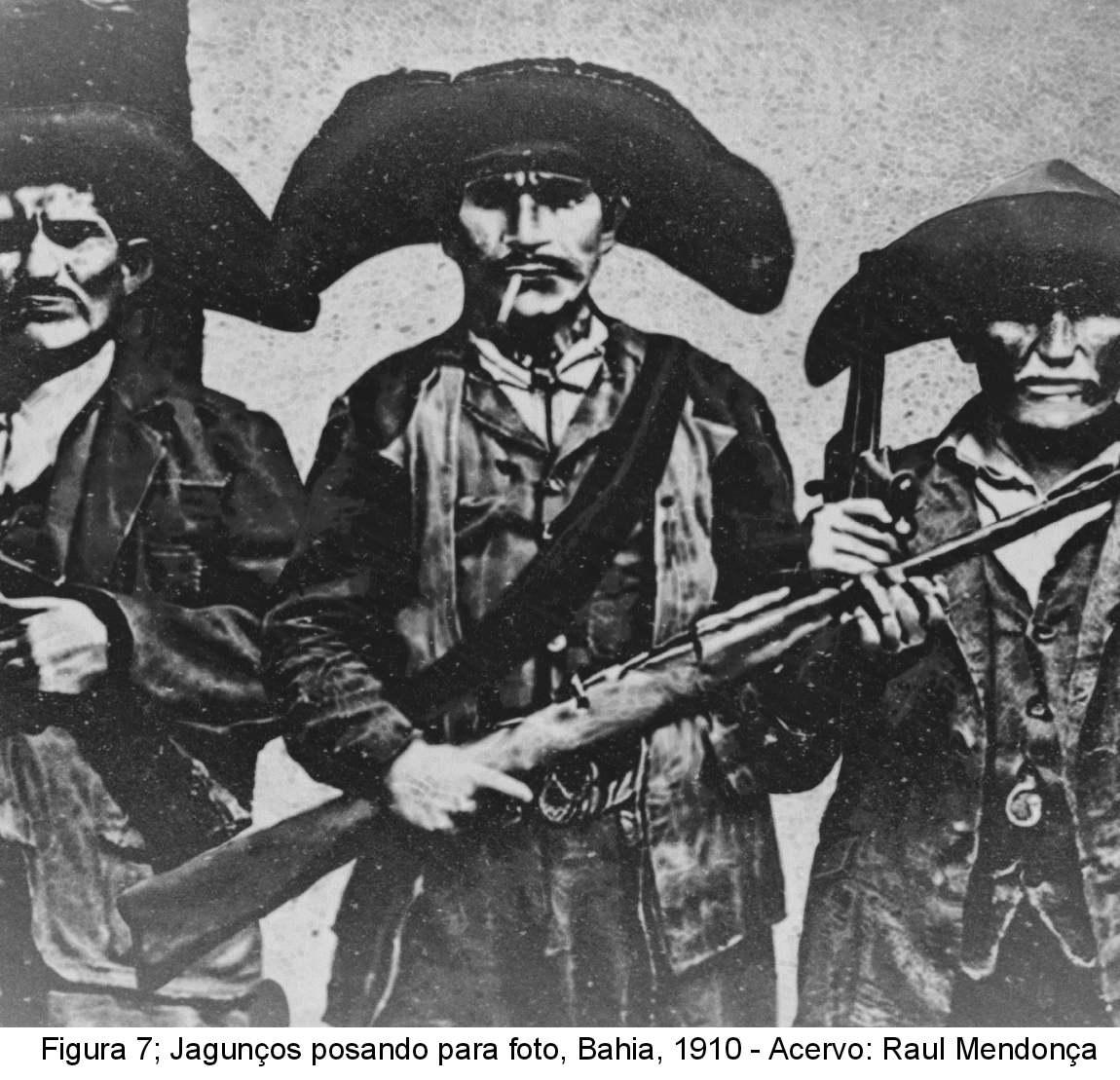
Jagunços armados posando para foto, 1910, Bahia

Na madrugada seguinte, são atacados por cerca de 1.300 conselheiristas, de acordo com Euclides da Cunha. Surpresos, os soldados demoram para formar, e, com isso, perdem 16 praças. Mas, devido à superioridade de armamentos, fuzilam os jagunços em massa.[carece de fontes?]
Contudo, a tropa não avança devido ao grande número de conselheiristas que ali havia. Então, o comandante ordena a retirada, mesmo com "baixas insignificantes quanto ao número". Era o 1º dos 4 fogos que Antônio Conselheiro previra.